# Spider-Man: No Way Home (trilha sonora)
Spider-Man: No Way Home (Original Motion Picture Soundtrack) é a trilha sonora do filme Spider-Man: No Way Home da Marvel Studios / Sony Pictures / Columbia Pictures, composta por Michael Giacchino. O álbum da trilha sonora foi lançado pela Sony Classical em 17 de dezembro de 2021.

## Desenvolvimento
O compositor de Spider-Man: Homecoming e Far From Home, Michael Giacchino, foi confirmado para compor No Way Home em novembro de 2020.
Em 9 de dezembro, um single intitulado "Arachnoverture" foi lançado, com "Exit Through the Lobby" sendo lançado no dia seguinte. A trilha sonora também apresenta músicas de trilhas sonoras anteriores do Homem-Aranha de outros compositores de filmes, incluindo Hans Zimmer, James Horner, Danny Elfman e Christopher Young, bem como o tema de Giacchino para Doctor Strange.

## Lista de faixas

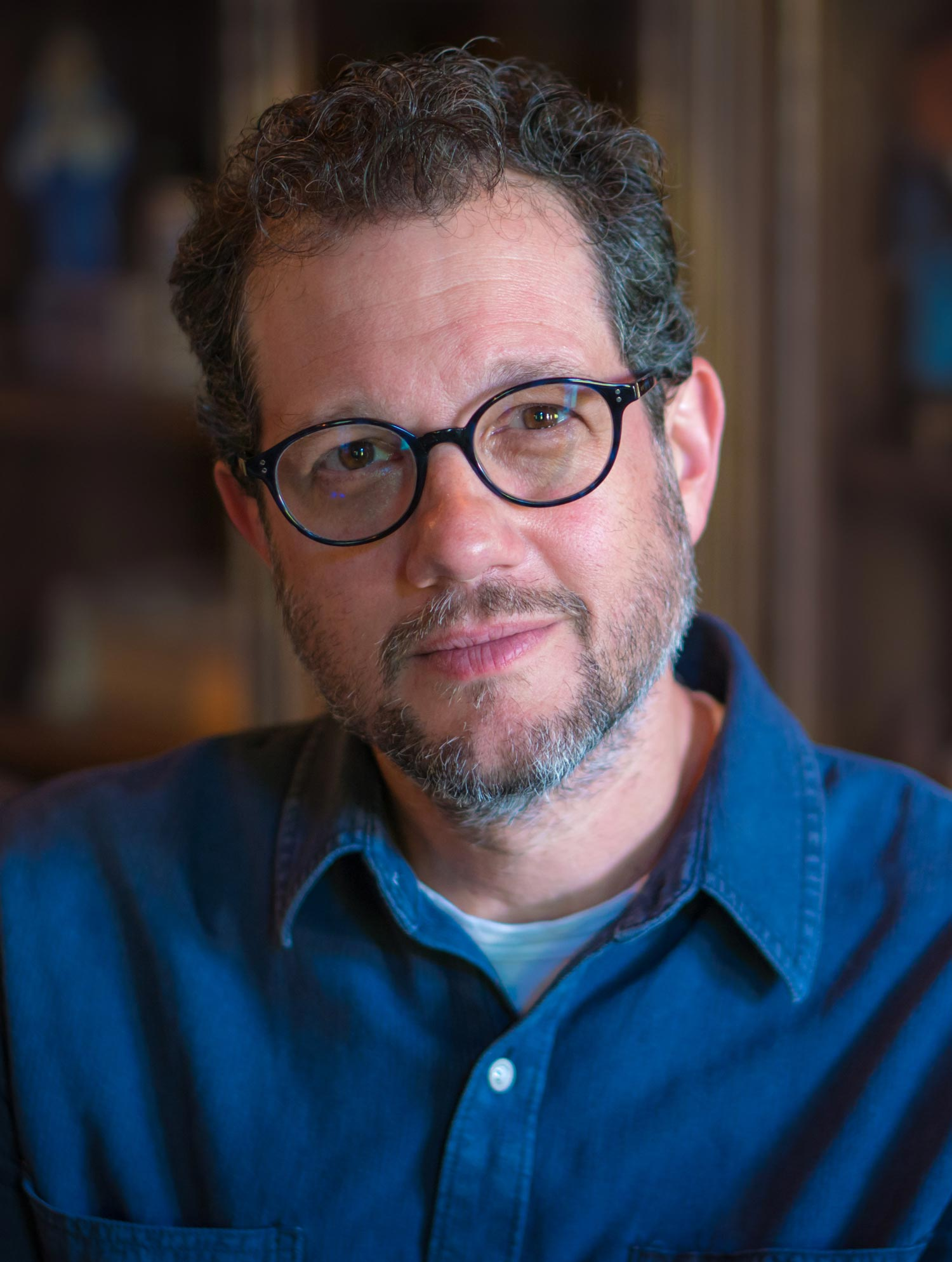
Michael Giacchino voltou como compositor do filme em novembro de 2020.

Todas as músicas compostas por Michael Giacchino, exceto quando indicado de outra forma.
| N.º            | Título                                                   | Duração |  |
| 1.             | "Intro to Fake News"                                     | 1:11    |  |
| 2.             | "World's Worst Friendly Neighbor"                        | 0:52    |  |
| 3.             | "Damage Control" ()                                      | 2:17    |  |
| 4.             | "Being a Spider Bites" ()                                | 1:05    |  |
| 5.             | "Gone in a Flash"                                        | 1:52    |  |
| 6.             | "All Spell Breaks Loose" ()                              | 3:25    |  |
| 7.             | "Otto Trouble" ()                                        | 4:19    |  |
| 8.             | "Ghost Fighter in the Sky / Beach Blanket Bro Down"      | 2:47    |  |
| 9.             | "Strange Bedfellows"                                     | 1:45    |  |
| 10.            | "Sling vs Bling"                                         | 5:00    |  |
| 11.            | "Octo Gone"                                              | 3:34    |  |
| 12.            | "No Good Deed"                                           | 5:00    |  |
| 13.            | "Exit Through the Lobby"                                 | 4:15    |  |
| 14.            | "A Doom With a View"                                     | 2:00    |  |
| 15.            | "Spider Baiting"                                         | 1:35    |  |
| 16.            | "Liberty Parlance"                                       | 1:28    |  |
| 17.            | "Monster Smash"                                          | 1:21    |  |
| 18.            | "Arc Reactor" ()                                         | 2:57    |  |
| 19.            | "Shield of Pain" ()                                      | 4:51    |  |
| 20.            | "Goblin His Inner Demons"                                | 3:54    |  |
| 21.            | "Forget Me Knots"                                        | 6:49    |  |
| 22.            | "Peter Parker Picked a Perilously Precarious Profession" | 1:31    |  |
| 23.            | "Arachnoverture"                                         | 10:06   |  |
| Duração total: | Duração total:                                           | 73:54   |  |

## Músicas adicionais
"I Zimbra" de Talking Heads, "Native New Yorker" de Odyssey, "Scraper" de Liquid Liquid, "No Sleep 'Til Brooklyn" de Beastie Boys, "Concerto for 2 Violins in G major, RV 516" de Antonio Vivaldi, "Deck the Halls", de Thomas Oliphant, e "The Magic Number", de De La Soul, são apresentados no filme. "Bailando Cumbia" de Danny Osuna é destaque na cena de crédito intermediário. Inúmeras faixas da trilha sonora de filmes anteriores do Homem-Aranha são referências no filme, "Main Title" e "Enter the Goblin" de Spider-Man, "Doc Ock is Born" de Spider Man 2 (por Danny Elfman), "Main Title - Young Peter" de The Amazing Spider-Man (por James Horner) e "I'm Electro" de The Amazing Spider-Man 2 (por Hans Zimmer).

## Gráficos
| Tabela musical (2022)       | Melhor Posição |
| --------------------------- | -------------- |
| Bélgica (Ultratop Flandres) | 60             |